# The Siasat Daily
The Siasat Daily is een populaire Urdu-krant, uitgegeven in de Indiase stad Haiderabad (Telangana). Het dagblad werd in 1948 opgericht door Abid Al Khan en Mehboob Hussain Jigar. De huidige hoofdredacteur (2012) is Zahid Ali Khan.